# Década de 1210 a.C.

## Eventos
- 1215 a.C. - Semíramis, filha de Derces, que foi esposa de Menom e de Nino, rainha da Babilônia. Ela reinou durante 42 anos sobre a Ásia, até a Índia, e viveu 62 anos.[1] Historiadores modernos contestam a historicidade de Semíramis, que poderia ser a versão mitológica da rainha Samuramate, esposa de Adadenirari III (810 a.C. - 782 a.C.) ou de seu pai Samsiadade V.[2]

## Nascimentos
- 1214 a.C. - Eli, sumo sacerdote e juiz de Israel. Ano de nascimento calculado com base em que ele viveu noventa e oito anos e morreu em 1116 a.C.[1]

## Mortes
- 1219 a.C. (segundo Jerônimo) ou 1210 a.C. (segundo Ussher) - Tola, juiz de Israel.[3][1] Ele é sucedido por Jair, que julga Israel além do rio Jordão.[1]
- 1213 a.C. - Ramessés II, terceiro faraó da XIX dinastia egípcia (n. Cerca de 1303).